# Смит, Норман
Норман Смит (англ. Norman Smith; 22 февраля 1923, Энфилд (Лондон) — 3 марта 2008, Восточный Суссекс) — британский музыкальный продюсер, звукорежиссёр и музыкант, работавший со многими музыкальными коллективами, среди которых такие известные группы, как The Beatles, Pink Floyd, The Pretty Things и Barclay James Harvest. Один из руководителей звукозаписывающего лейбла Harvest Records, созданного компанией EMI в 1969 году.
Выпустил несколько сольных альбомов под псевдонимом «Hurricane Smith».

## Биография
Норман Смит родился 22 февраля 1923 года в Эдмонтоне. Во время Второй мировой войны 
служил пилотом Королевских военно-воздушных сил Великобритании. Затем, после неудачной попытки стать джазовым музыкантом (трубачом), в 1959 г. он начал работу в звукозаписывающей компании EMI в качестве ученика звукорежиссера.
Смит был звукоинженером на всех студийных записях The Beatles, сделанных EMI вплоть до осени 1965 года, когда компания EMI перевела его из звукоинженеров в продюсеры. Последний альбом Beatles, который записал Смит, был Rubber Soul, всего же он записал почти сто песен Beatles.
В начале 1967 г. Смит начал работать как продюсер с группой Pink Floyd, выпустив альбомы The Piper at the Gates of Dawn, A Saucerful of Secrets, Ummagumma. Во время записи песни "Remember a Day" ударник Ник Мейсон не смог исполнить партию ударных таким образом, как этого хотел Смит, и последний сделал это вместо него. Кроме того, Смит отметился на этом треке как бэк-вокалист.
В 1968 г. Смит спродюсировал альбом S.F. Sorrow группы the Pretty Things, считающийся первым концептуальным альбомом в истории рок-музыки, а также ранние альбомы группы Barclay James Harvest, включая их знаменитый альбом Once Again.
В 1971 г. Смит начал выпускать собственные музыкальные композиции, взяв для этого псевдоним Hurricane Smith. Его песня "Don't Let It Die", которую он сначала хотел предложить для исполнения Джону Леннону, стала хитом и достигла #2 в UK Singles Chart,.
В следующем году Смит записал песню "Oh, Babe, What Would You Say?", которая достигла #1 в Cash Box и #3 в Billboard Pop, а также #4 в UK Singles Chart.

## Избранная дискография

### АльбомыThe Beatles— звукорежиссёр
- Please Please Me (1963)
- With The Beatles (1963)
- A Hard Day’s Night (1964)
- Beatles for Sale (1964)
- Help! (1965)
- Rubber Soul (1965)

### АльбомыPink Floyd— продюсер
- The Piper at the Gates of Dawn (1967)
- A Saucerful of Secrets (1968)
- Ummagumma (1969)
- Atom Heart Mother (1970)
- The Best of the Pink Floyd (1970)
- Relics (1971)
- A Nice Pair (1973)
- Masters of Rock (1974)

### Альбомы Barclay James Harvest — продюсер
- Barclay James Harvest (1970)
- Once Again (1971)

### Альбомы The Pretty Things — продюсер
- S.F. Sorrow (1968)
- Parachute (1970)
- Silk Torpedo (1974)

### Сольные синглы (под псевдонимом Hurricane Smith)
- «Don't Let It Die» (1971) — №2 в UK Singles Chart;[11];
- «Oh Babe What Would You Say?» (1972);
- «Who Was It» (1972).